# Upogebia pusilla
La còrbola (Upogebia pusilla) è una specie di decapode notturno del genere Upogebia e dell'infraordine Gebiidea. Vive in Europa, in particolare nel Mar Mediterraneo. La sua muta è rinvenuta spesso sulla riva o in zone sottomarine poco profonde. Fu descritta nel 1792 da Vincenzo Petagna.
Vive in aree fino a 45 metri di profondità e a volte può essere trovata nelle zone estuarine.

## Descrizione
La Corbola veneziana vive nella laguna, sotto tane profonde nella sabbia dove si tiene al sicuro dai predatori. È un decapode dal guscio non molto duro, che viene mangiato da tutte le specie ittiche presenti sia in laguna che non. La specie emana anche un odore forte, che la fa individuare a grandi distanze dai pesci che se ne cibano.
Vive facilmente nelle zone lagunari, dalle bocche di porto alle spiagge, in cui si costruisce dei lunghi canali a forma di U dove si rintana durante in giorno. È quindi molto difficile vedere una corbola di giorno: essa esce di notte per mangiare, raccoglie materiale di detrito e torna nella tana.

## Pesca
La corbola è una specie in via di estinzione e viene raccolta da pochi pescatori muniti di particolari permessi che utilizzano particolari pompe per catturarle. La pressione le spinge fuori dalla tana verso delle reti che che lasciano integre. Preservare questo delicato prodotto non è facile perché si mantiene viva e in buono stato per pochi giorni, d’estate anche poche ore.
Più che pregiata dal punto di vista alimentare, la corbola è molto ricercata dai pescatori sportivi per la sua funzione di esca. È infatti un’ottima esca viva per la pesca di orata, branzino ed altri grossi pesci predatori. Per catturare le corbole è stato inventato un apposito attrezzo a forma di “T” che è in grado di penetrare nelle tane nella sabbia e far uscire la specie allo scoperto.